# Hexachaetus
Hexachaetus is een geslacht van kevers uit de familie van de loopkevers (Carabidae). De wetenschappelijke naam van het geslacht is voor het eerst geldig gepubliceerd in 1871 door Chaudoir.

## Soorten
Het geslacht Hexachaetus omvat de volgende soorten:
- Hexachaetus angulatus (Schmidt-goebel, 1846)
- Hexachaetus laevissimus Chaudoir, 1878
- Hexachaetus lateralis (Guerin-Meneville, 1843)
- Hexachaetus maculatus Tian & Deuve, 2004
- Hexachaetus maindroni Tian & Deuve, 2006
- Hexachaetus perroti Tian & Deuve, 2006
- Hexachaetus prodigus Tian & Deuve, 2006
- Hexachaetus taylorae Tian & Deuve, 2006
- Hexachaetus tristis Liebke, 1937